# Neuenknick

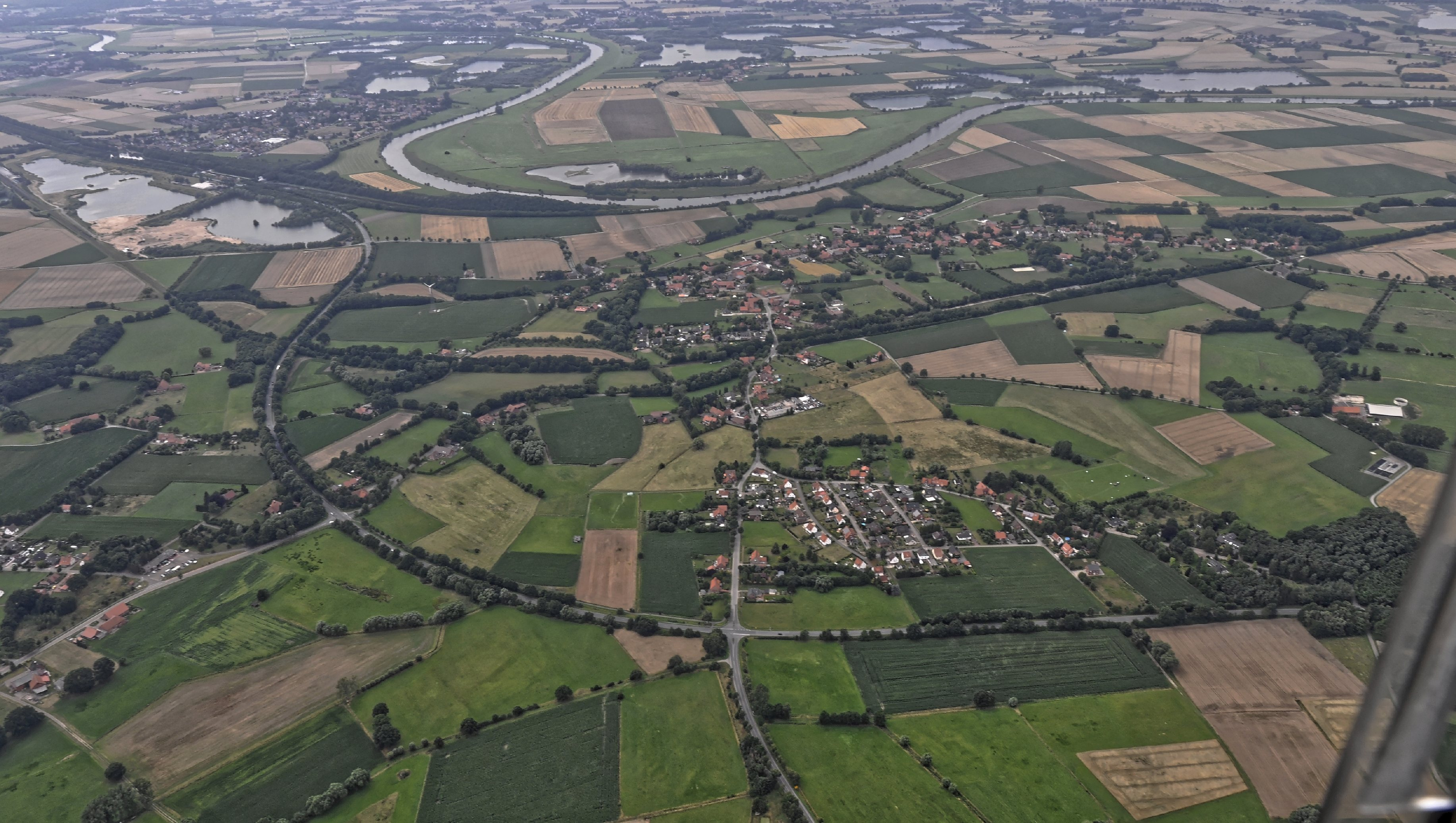
Neuenknick von oben

Neuenknick ist ein Ortsteil von Petershagen im Kreis Minden-Lübbecke in Ostwestfalen.

## Geographie
Er liegt nordöstlich der Kernstadt; im Osten grenzt Neuenknick an die Stadt Rehburg-Loccum im Landkreis Nienburg in Niedersachsen, im Norden an den Ortsteil Seelenfeld, im Westen an den Ortsteil Döhren sowie im Süden an die Ortsteile Ilse und Rosenhagen.
Neuenknick liegt an der Bundesstraße 482.

## Geschichte
Neuenknick gehörte bis zur Franzosenzeit zum Amt Schlüsselburg des Fürstentums Minden. Der Ort gehörte von 1807 bis 1813 zum Kanton Windheim des napoleonischen Satellitenstaats Königreich Westphalen und kam 1816 zum neuen Kreis Minden. Bis 1972 bildete Neuenknick eine Gemeinde im Amt Windheim des Kreises. Bevor die Gemeinde bei der kommunalen Neugliederung am 1. Januar 1973 Teil der Stadt Petershagen wurde, hatte sie eine Fläche von 11,43 km² sowie 966 Einwohner (31. Dezember 1972). Neuenknick hatte am 31. Dezember 2022 789 Einwohner.

## Politik
Die Bevölkerung von Neuenknick wird gegenüber Rat und Verwaltung der Stadt Petershagen seit 1973 durch einen Ortsbürgermeister vertreten, der aufgrund des Wahlergebnisses vom Rat der Stadt Petershagen gewählt wird.
Ortsbürgermeister ist Stefan Wiesinger (CDU).

## Kultur und Sehenswürdigkeiten

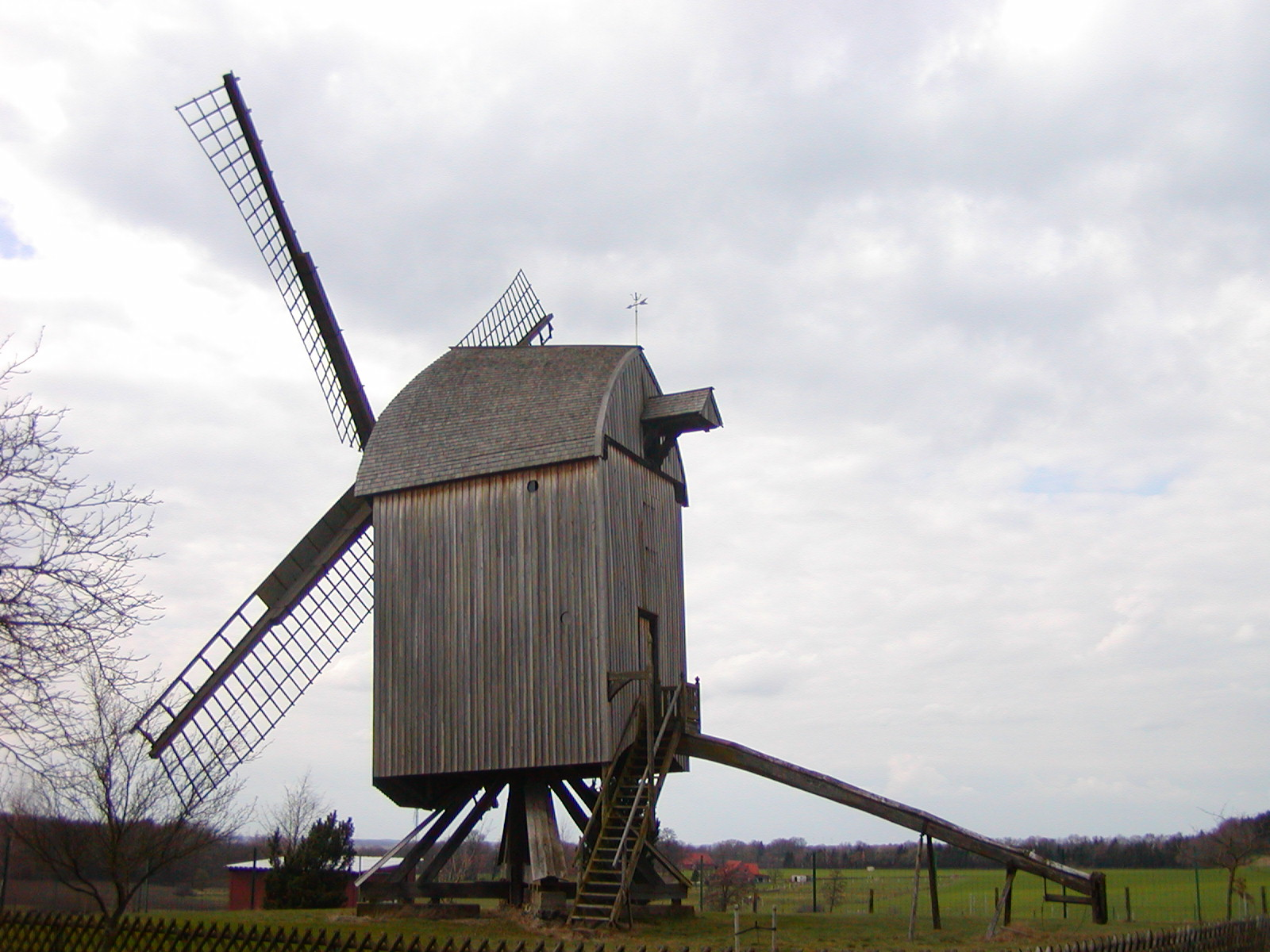
Bockwindmühle Neuenknick

Neuenknick ist mit seiner Mühle ein Standort der Westfälischen Mühlenstraße und ein Ziel der Mühlenroute.
Die Bockwindmühle Neuenknick wurde 1747 in Warmsen aufgebaut. Sie ist in ihrer ursprünglichen Bauart erhalten geblieben. Anfang 1899 wurde die Mühle für 600 Taler verkauft, zerlegt und auf Wagen nach Neuenknick gebracht. Neben einem großen Schrotgang wurden zwei weitere kleinere Mahlgänge eingerichtet, die durch einen Rohölmotor oder Wind betrieben werden konnten. Die Mühle wurde nach einem Schaden zeitweise nur mit zwei Flügeln betrieben. Die Mahlgänge sind Anfang der 1980er Jahre ausgebaut worden. In den Jahren 2021/22 wurde die Mühle vom bisherigen Standort im Südwesten des Ortes auf den Lusebrink im Norden versetzt.

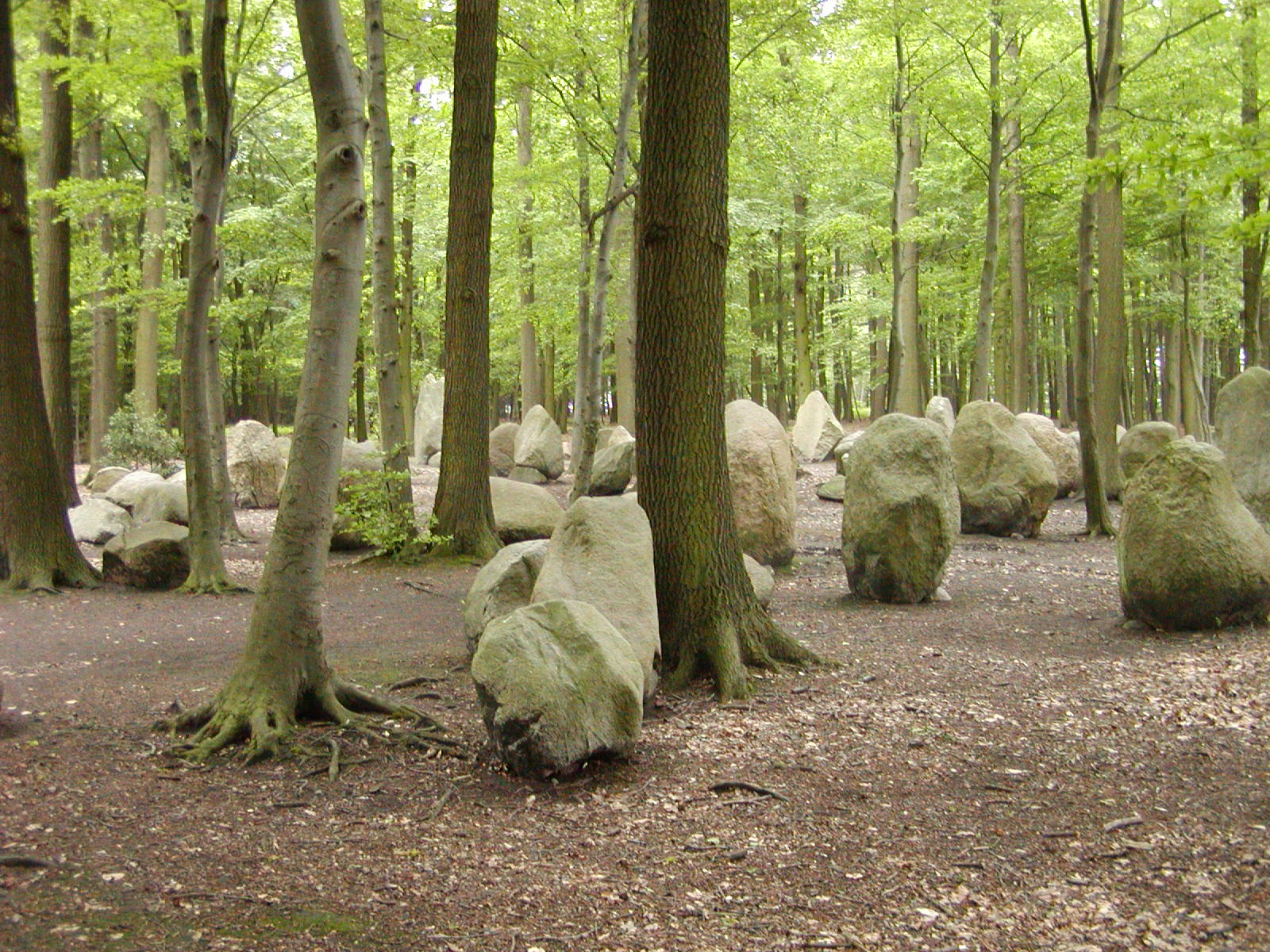
Findlingswald

Das Speedwaystadion Lindenau ist die Heimat des SC Neuenknick. Mannschaften des SC's fahren in der ersten und zweiten Speedwaybundesliga. Bis 1979 gab es hier eine Sandbahn. 1981 konnte die Speedwaybahn eingeweiht werden. Zu den Rennen kommen im Durchschnitt 5.000 Besucher. Rekordkulisse waren 12.000 Zuschauer. Im Jahre 2006 erreichte eine Mannschaft des SC Neuenknick den 3. Platz in der 1. Speedwaybundesliga.
Mehr als 2000 Findlinge wurden seit 1976 im Findlingswald zusammengetragen.

### Vereine
Die Kulturgemeinschaft Neuenknick koordiniert die Termine der zahlreichen Neuenknicker Vereine.
Der Motorsportclub Neuenknick veranstaltet seit den 1970er Jahren internationale Motorrad-Speedwayrennen auf seiner 357 m langen Speedwaybahn im Lindenau-Stadion, das auch Hexenkessel genannt wird. In den 1990er Jahren startete der MSC Neuenknick erfolgreich in der 1. Speedway-Bundesliga. In den 1980er Jahren gab es bis zu 12.000 Zuschauer.